# Rolf Zachrisson
Rolf Zachrisson (29 de octubre de 1926 - 1 de mayo de 2001) fue un jugador de balonmano sueco. Fue un componente de la Selección de balonmano de Suecia.
Con la selección ganó la medalla de oro en el Campeonato Mundial de Balonmano Masculino de 1954 y en el Campeonato Mundial de Balonmano Masculino de 1958.

## Palmarés

### IK Heim
- Liga sueca de balonmano masculino (5): 1950, 1955, 1959, 1960, 1962

## Clubes
- IK Heim